# Urnenblatt

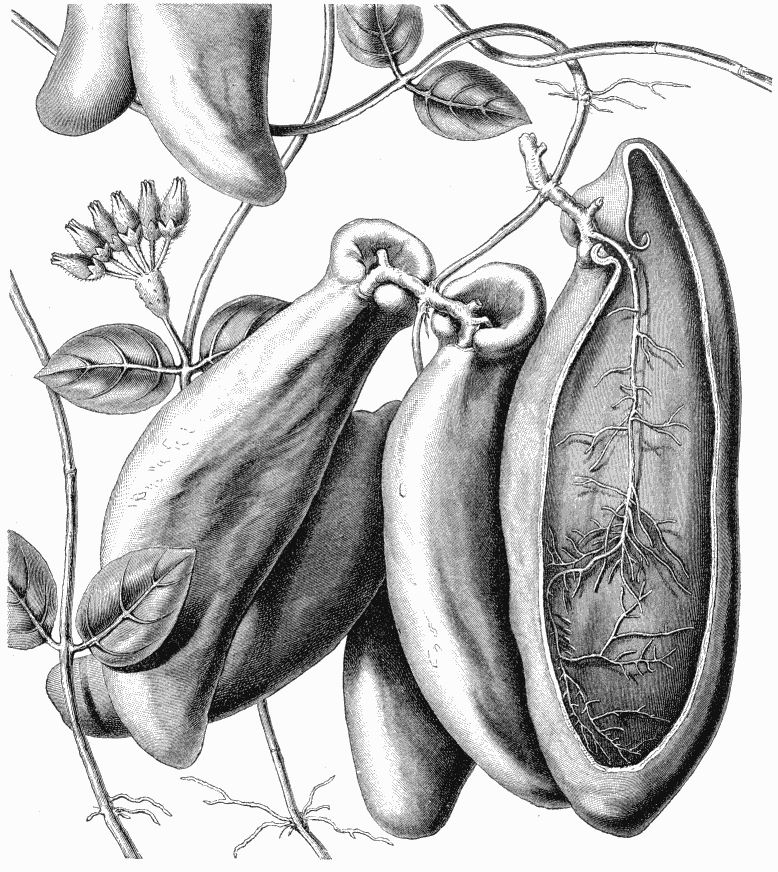
Urnenblätter von Dischidia major

Ein Urnenblatt ist eine Blattmorphose, die bei einigen epiphytischen Pflanzenarten der Gattung Dischidia vorkommt. Die Blätter gleichen äußerlich den Kannenblättern der Kannenpflanzen, haben jedoch eine andere Funktion. Sie sind zu geräumigen Säcken umgestaltet, in denen die Pflanzen Substrat sammeln. Dies geschieht unter anderem durch Symbiose mit darin lebenden Ameisenvölkern (Myrmekotrophie). Die Pflanze lässt sprossbürtige Luftwurzeln einwachsen und hat sich so ihre eigenen "Blumentöpfe" erstellt. Die Pflanze kann über die Luftwurzeln Nährstoffe aus dem Kot der Ameisen aufnehmen und Spaltöffnungen an der Innenseite der Urnenblätter nutzen das CO2 aus der Atmung der Ameisen. Die Urnenblätter dienen der Pflanze zudem als äußere Wasserspeicher.